# السرطان 55 d
55 كانكري-دي (المعروف أيضا بليبرهاي) هو كوكب خارج المجموعة الشمسية، يدور حول نجمه الأم 55 كانكري. يبعد عن نجمه بنفس ما يبعد المشتري عن الأرض. يعتبر أبعد كوكب مكتشف عن نجمه الأم، وأضخم كوكب في نظام السرطان 55.

## تاريخ
كما العديد من الكواكب الخارجية الأخرى، تم اكتشاف الكوكب 55 كانكري-دي عن طريق دراسة تغيرات السرعة الشعاعية لنجمه الأم، وذلك بقياسات دقيقة لانزياح دوبلر لطيف النجم 55 كانكري. اكتشف 55 كانكري-دي في 13 يونيو 2002 وتم الإعلان عنه في ديسمبر من نفس العام، في الورقة نفسها التي أعلن فيها عن اكتشاف 55 كانكري-سي.

## خصائص
نظرا للطريقة غير المباشرة التي اكتشف بها الكوكب، لا يمكن تحديد بعض خصائصه كالشعاع، درجة الحرارة، التكوين. يرجح العلماء أن 55 كانكري-دي هو عبارة عن عملاق غازي.

### المدار والكتلة

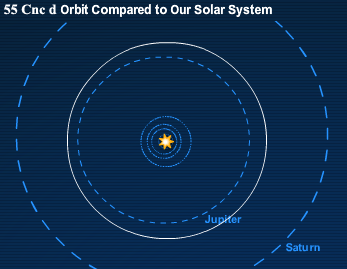
مدار الكوكب 55 كانكري-دي مقارنة بكواكب المجموعة الشمسية

تقدر كتلة 55 كانكري-دي بحوالي 3.835 كتلة المشتري، رغم أنها قد تكون أكبر من ذلك.

يبعد الكوكب 55 كانكري-دي عن نجمه الأم مسافة 5.77 وحدة فلكية، أي أكبر بقليل من المسافة بين المشتري والشمس، ويستغرق 14 سنة أرضية لإكمال دورة حول نجمه. يتميز مدار هذا الكوكب شبه الدائري بأنه الأكثر ميلانا بين مدارات كل الكواكب في نظام السرطان 55، حيث أنه ينزاح ب53 درجة عن المستوى.

## وصلات خارجية
- Jean Schneider (2011). "Notes for Planet 55 Cnc d". موسوعة كواكب خارج المجموعة الشمسية. مؤرشف من الأصل في 2019-12-11. اطلع عليه بتاريخ 2015-09-15.